# Bernardino de Escalante

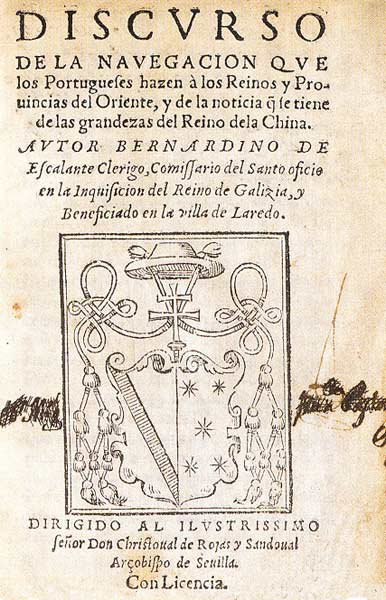
Portada del Discurso de la navegación

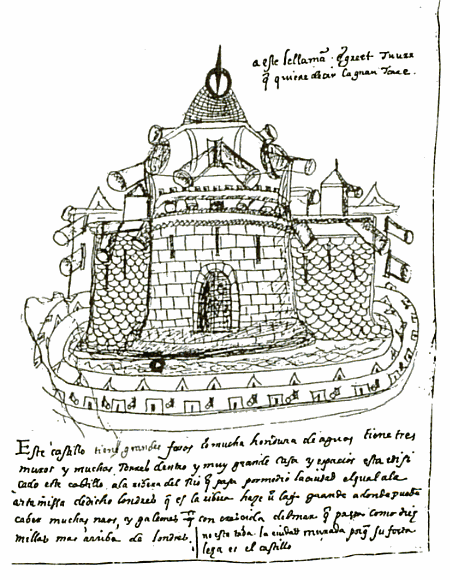
Dibujo de la Torre de Londres hecho por Bernardino de Escalante en su manuscrito fechado en 1586.

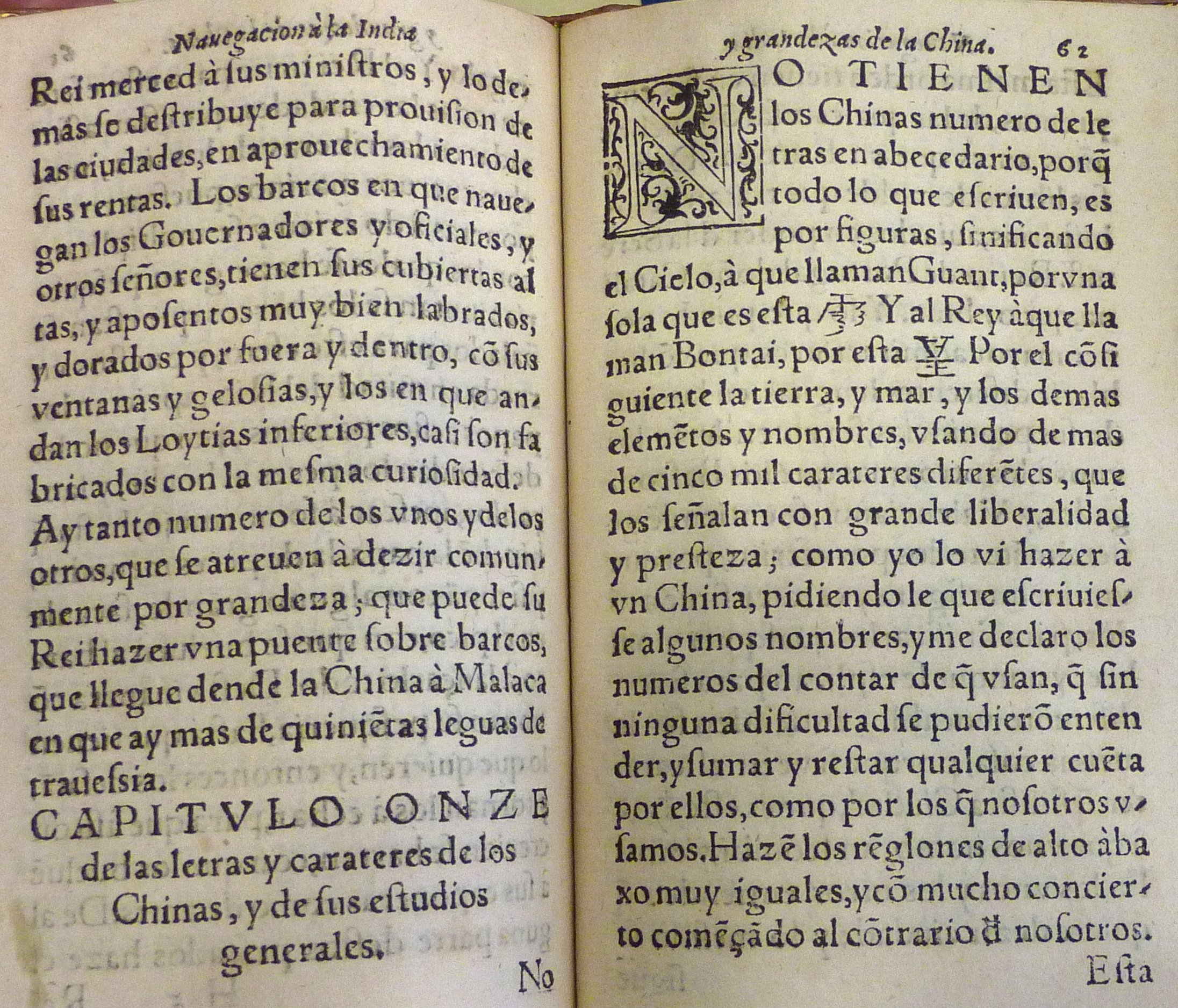
Folios 61 (verso) y 62 (recto) del Discurso. Se pueden ver ejemplos de caracteres chinos alterados que según el texto significan «cielo» y «rey».

Bernardino de Escalante (Laredo, Cantabria, 1537-después de 1605), fue un marino, clérigo y comisario del Santo Oficio de la Inquisición del reino de Galicia, así como cosmógrafo que acompañó al séquito de Felipe II en su viaje a las islas británicas en 1554 con motivo de su boda con María Tudor, lo que le dio la oportunidad de realizar un informe sobre la morfología de las islas, sus defensas y el carácter de sus gentes. Se le atribuyen una veintena de discursos conocidos, entre los que destacan el Discurso de la navegación o los Diálogos del arte militar.

## Obras

### ElDiscurso de la navegación
Los testimonios en los que se basó Bernardino para escribir este discurso los tomó de los portugueses, así como de algunos inmigrantes chinos en España que atestiguaron los hechos ante el autor, quizás durante las estancias de éste en Lisboa y Sevilla. El autor era miembro de la nobleza y desempeñó las funciones de un soldado, de un estudioso y de un inquisidor. El texto fue dedicado al arzobispo de Sevilla Cristóbal de Rojas y Sandoval, e incluye peticiones a Felipe II.

### Obras de Bernardino de Escalante
- Escalante, Bernardino de (1995),  Casado Soto, José Luis, ed., Discursos de Bernardino de Escalante al rey y sus ministros (1585-1605), Ed. Universidad de Cantabria, ISBN 84-8102-100-8. (Una colección comentada de los memoriales de Escalante al rey de España y sus ministros, 1585-1605)

- Escalante, Bernardino de (1992), Discurso de la navegación que los portugueses hazen a los reinos y provincias del oriente, y de la noticia que se tiene del reino de China, Ed. Universidad de Cantabria, ISBN 84-87412-59-9. (Reimpresión reciente)

- - Escalante, Bernardino de (1577), Discurso de la navegación que los portugueses hazen a los reinos y provincias del oriente, y de la noticia que se tiene del reino de China, Sevilla, archivado desde el original el 3 de marzo de 2016, consultado el 19 de septiembre de 2015. (Transcripción reciente de Minerva Terrades, Universitat Pompeu Fabra, con pocas modificaciones sobre la ortografía original. Texto completo en PDF.)

- Escalante, Bernardino de (1992),  Parker, Geoffrey, ed., Diálogos del arte militar, Ed. Universidad de Cantabria, ISBN 84-87412-72-6. (Publicado en origen en 1583 en Sevilla)

### Otras obras
- Lach, Donald F. (1965), Asia in the making of Europe, Volume I, Book Two, The University of Chicago Press.

- Barrios, Rafael Bellón (2008), Acerca del Discurso de la navegación (1577) de Bernardino de Escalante: Evangelización, conquista, percepción del otro, archivado desde el original el 26 de agosto de 2011, consultado el 19 de septiembre de 2015.

- Datos: Q4893871
- Multimedia: Bernardino de Escalante / Q4893871